# Raynham
Raynham es un pueblo ubicado en el condado de Robeson en el estado estadounidense de Carolina del Norte. La localidad en el año 2000, tenía una población de 67 habitantes en una superficie de 0.5 km², con una densidad poblacional de 144.8 personas por km².

## Geografía
Raynham se encuentra ubicado en las coordenadas 34°34′30″N 79°11′25″O / 34.57500, -79.19028. Según la Oficina del Censo, la localidad tiene un área total de 0,5 km² (0,2 mi²), de la cual 0,5 km² (0,2 mi²) es tierra y 0 km² (0 mi²) (0.0%) es agua.

### Localidades adyacentes
El siguiente diagrama muestra a las localidades en un radio de 12 kilómetros (7,5 mi) de Raynham.

## Demografía
En el 2000 la renta per cápita promedia del hogar era de $46.250, y el ingreso promedio para una familia era de 46.563. En 2000 los hombres tenían un ingreso per cápita de $32.188 contra $16.875 para las mujeres. El ingreso per cápita para la localidad era de $23.383. Alrededor del 18.40% de la población estaba bajo el umbral de pobreza nacional.